# Région d'Ayeyarwady
La région d'Ayeyarwady (birman : ဧရာဝတီတိုင်းဒေသကြီး, ʔèjàwədì táiɴ dèθa̰ dʑí) est une division administrative de premier niveau de la Birmanie. Elle occupe le delta de l'Irrawaddy sur le golfe du Bengale. Elle est limitée par l'État d'Arakan au Nord-Ouest, la région de Bago au Nord et la région de Yangon à l'Est. Sa capitale est Pathein (appelée Bassein avant 1989).
Elle se trouve entre les latitudes Nord 15° 40' et 18° 30' et les longitude Est 94° 15' et 96° 15'. Sa surface est 35 138 km2. Sa population dépasserait les 6,5 millions de personnes, ce qui en fait la subdivision la plus peuplée du pays.

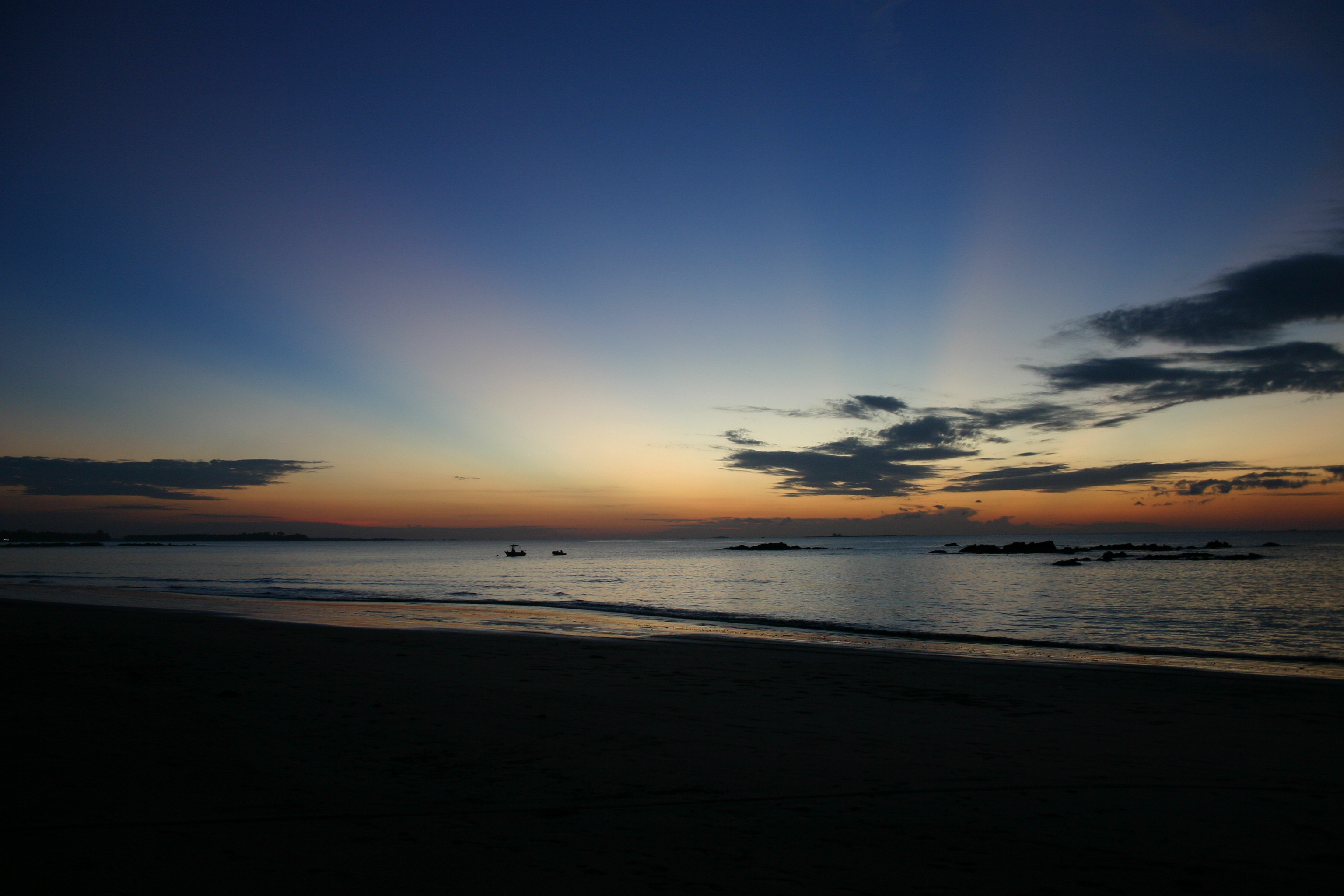
La plage de Chaungtha est une destination touristique importante dans la région d'Ayeyarwady

La région d'Ayeyarwady est bordée à l'Ouest par la chaîne de l'Arakan. Jadis très boisée, elle est aujourd'hui le premier producteur de riz de la Birmanie, grâce à l'eau et aux alluvions de l'Irrawaddy. En arrivant dans son estuaire, le fleuve forme de nombreux bras, dont le Ngawun, le bras de Bassein et le Toe.
À une heure de route de Bassein et quatre heures de Rangoun, les plages de Chaungtha et Ngwesaung sont fréquentées par les touristes étrangers comme par les birmans.

## Démographie
Les Birmans et les Karens forment la majorité de la population, avec une petite minorité d'Arakanais dans les zones côtières de l'Ouest. Le bouddhisme est la religion principale, christianisme et Islam étant pratiqués par quelques minorités. Le birman est la langue commune.

## Économie
La région d'Ayeyarwady produisait jadis beaucoup de bois. Aujourd'hui, sa production principale est le riz. C'est le « grenier de la Birmanie ». On cultive aussi la maïs, le sésame, les arachides, le tournesol, les féculents et le jute. La pêche est importante : la région produit du poisson sous toutes ses formes (frais, séché, en pâtes, en sauces), ainsi que des crevettes.
Le potentiel touristique est considérable. Outre les nombreux monuments de Bassein, la région possède des plages (Chaungtha, Ngwesaung) et une station au bord du lac Inye, à 95 km au Nord-est de Bassein (le lac Inye est aussi très poissonneux). Cependant les infrastructures de transport et d'hébergement sont peu développées.

## Histoire
Le delta de l'Irrawaddy faisait traditionnellement partie des royaumes môns. Il tomba sous domination birmane au XIe siècle. Bien qu'il fût parfois sous domination arakanaise, son histoire se distingue peu de celle du reste de la Basse-Birmanie.
Le district lui-même fut créé en 1900 par les britanniques sous le nom de division d'Irrawaddy. Il prit son nom actuel en 1989.

## Organisation
La région d'Ayeyarwady compte cinq districts :
- District de Pathein
- District d'Henzada
- District de Myaungmya
- District de Maubin
- District de Pyapon.

Ces districts sont divisés en 26 municipalités, 29 villes, 219 arrondissements, 1 912 groupes de villages et 11651 villages.

## Transports

### Ponts
- Pont de Bo Myat (Nyaungdon)
- Pont de Daydalu (Pyapon)
- Pont de Dedaye (frontière avec la région de Yangon)
- Pont de Gonnhindan
- Pont de Khattiya (Maubin)
- Pont de Kyauk Chaung Gyi (Pathein)
- Pont de Kyungon
- Pont de Labutta
- Pont de Maubin (Maubin)
- Pont de Maung Bi Wa (Pathein)
- Pont de Mayan Ngu (Myaungmya)
- Pont de Myaungmya (Myaungmya)
- Pont de Natchaung (Bogalay)
- Pont de Nga Wun (Myokwin) (Ingapu)
- Pont de Ngathaingchaung
- Pont de Pinlelay
- Pont de Seikma (Bogalay)
- Pont de Shwelaung
- Pont de Thegon
- Pont de Uto
- Pont de Wakema

## Éducation et santé
Pathein, Hinthada et Maubin possèdent une université.
En 1988, la région ne possédait qu'un seul hôpital de 200 lits, mais ils sont désormais au nombre de trois. Le personnel médical est aussi proportionnellement plus abondant que dans les autres Régions.